# Sergueï Bouniatchenko
Sergueï Kouzmitch Bouniatchenko (russe : Серге́й Кузьмич Буняченко ; ukrainien : Сергій Кузьмич Буняченко), né le 5 octobre 1902 à Koroviakovka (ru) et mort le 2 août 1946 à Moscou, est un transfuge de l'Armée rouge collaborant avec les Allemands pendant la Seconde Guerre mondiale et un général de division du mouvement anticommuniste de l'Armée de libération russe (ROA).

## Biographie
Soldat de l'armée rouge depuis avril 1918 (à l'âge de 15 ans), Sergueï Bouniatchenko se bat pendant la guerre civile russe en Ukraine, durant la révolte basmatchi en Asie centrale et pendant les conflits frontaliers nippo-soviétiques en Extrême-Orient. En décembre 1942, pendant la Seconde Guerre mondiale, il est fait prisonnier par un groupe de reconnaissance de la 2e division d'infanterie roumaine (en) en Ossétie du Nord. Il avait alors le grade de colonel (polkovnik) dans l'armée rouge. 
En mai 1943, Bouniatchenko accepte de collaborer avec les Allemands contre l'Union soviétique. En mai 1945, peu avant de la fin de la guerre, il change encore de camp et participe au soulèvement de Prague aux côtés de la résistance tchèque. Bouniatchenko est arrêté près de Nepomuk par des soldats de la 31e armée soviétique, puis pendu pour haute trahison avec les autres dirigeants de l'armée Vlassov.